# 人才学
人才学是以人和人才问题为研究对象，综合自然科学和社会科学而形成的一门新兴学科。它主要研究人才开发、培训、管理、使用和人才成长的规律及其在人才发展实践中的应用。其研究目的是，通过发现人才成长规律来更好地发现、培养、推荐、使用人才。中国国内的人才学研究，从1981年12月中国人才研究会成立开始。
人才的定义：人才，是指具有良好的素质，在一定的社会历史条件下，以其创造性劳动，对社会发展和人类进步作出积极贡献的人。
人才学研究者正在探索的主要课题是：
1. 人才及人才学的基本理论；
2. 人才的分类，即人才特点、构成与联系、结构的模式；
3. 人才成长过程中一些带有规律性的问题；
4. 人才制度、人才的规划、人才的考核、晋升、管理、就业、流动问题，以及人才制度的沿革、人才思想史等。